# Bagdad Cafe
Il Bagdad Cafe è un caratteristico ostello e stazione di servizio che si trova lungo la strada che collega Damasco all'oasi di Palmira, pochi chilometri dopo il bivio per il confine con l'Iraq e Baghdad, nel deserto siriano.
Il nome del locale e l'ambientazione sono volutamente ispirati al motel nel deserto del Mojave, in California, reso famoso dal film Bagdad Café.
Meta turistica nota internazionalmente per i suoi aspetti folkloristici e la particolare collocazione, è definita in un reportage turistico del Guardian di Londra come "the final spot of civilisation" ("l'ultimo angolo di civiltà"), prima di giungere in Iraq. Gestito da un beduino che abita a 100 km di distanza, rappresenta un punto di ristoro quasi obbligatorio nel quale effettuare soste prima delle successive traversate.
Al suo interno è inoltre presente una collezione di fossili provenienti dal deserto circostante: in maggior parte conchiglie di molluschi risalenti al periodo Giurassico e al Cretacico. Sprovvisto di acqua corrente, il fabbisogno del locale è assicurato da un pozzo gestito tramite una pompa eolica, architettura tipica nell'iconografia di molti film western.
Nel settembre 2010 è stato uno dei punti toccati dalle esplorazioni della trasmissione televisiva Mediaset Donnavventura.

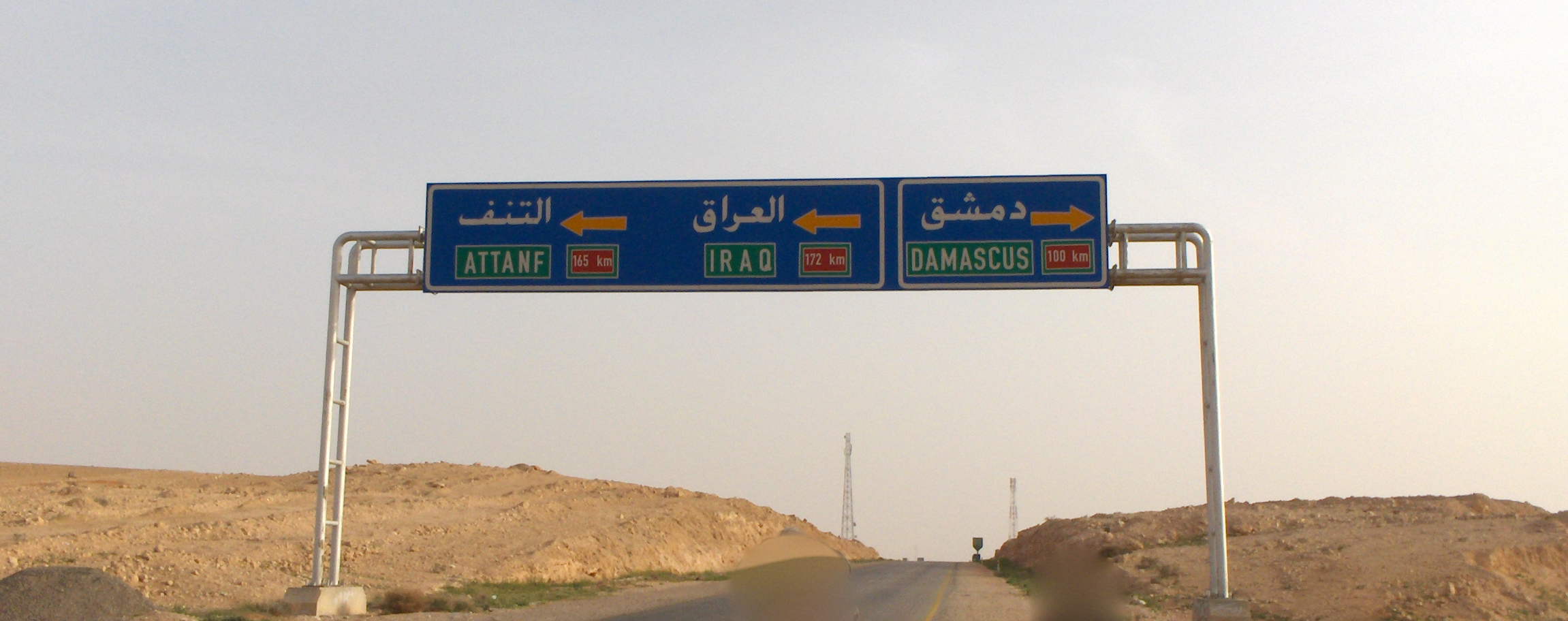
Il bivio Damasco (a destra) - Bagdad (a sinistra)